# Chiesa di San Giovanni Battista (Pereta)
La chiesa di San Giovanni Battista è un edificio religioso situato a Pereta, nel comune di Magliano in Toscana, in provincia di Grosseto.

## Descrizione
È una costruzione d'origine romanica che conserva nella facciata buona parte dell'originario paramento.
L'interno è a navata unica, con tre altari seicenteschi in gesso e stucco ornati secondo eleganti canoni barocchi; gli altari laterali sono corredati da due dipinti seicenteschi di scuola senese; particolarmente rilevante è quello del lato sinistro, attribuibile ad Astolfo Petrazzi, con la Madonna col Bambino che porge il Rosario a San Domenico e a Santa Caterina da Siena; nei bordi i quindici misteri del Rosario.
Nell'altare di fronte la tela con la Madonna col Bambino e Santi, riferibile ad un artista senese stilisticamente discendente da Alessandro Casolani e Vincenzo Rustici.